# アンドリュー・R・ジョーンズ
アンドリュー・R・ジョーンズ（Andrew R. Jones）は、視覚効果アーティストである。『アバター』（2009年）と『ジャングル・ブック』（2016年）によりアカデミー賞視覚効果賞を獲得したことで知られる。
他にビデオアニメ『アニマトリックス』の一篇「ファイナル・フライト・オブ・ザ・オシリス」を監督した。

## 主なフィルモグラフィ
- タイタニック Titanic (1997)
- GODZILLA Godzilla (1998)
- ファイナルファンタジー Final Fantasy: The Spirits Within (2001)
- アイ,ロボット I, Robot (2004)
- アバター Avatar (2009)
- ワールド・ウォーZ World War Z (2013)
- ジャングル・ブック The Jungle Book (2016)
- ライオン・キング The Lion King (2019)

## 受賞とノミネート
| 賞               | 年   | 部門           | 作品名             | 結果       |
| ---------------- | ---- | -------------- | ------------------ | ---------- |
| アカデミー賞     | 2004 | 視覚効果賞     | アイ,ロボット      | ノミネート |
| アカデミー賞     | 2009 | 視覚効果賞     | アバター           | 受賞       |
| アカデミー賞     | 2016 | 視覚効果賞     | ジャングル・ブック | 受賞       |
| アカデミー賞     | 2019 | 視覚効果賞     | ライオン・キング   | ノミネート |
| 英国アカデミー賞 | 2009 | 特殊視覚効果賞 | アバター           | 受賞       |
| 英国アカデミー賞 | 2016 | 特殊視覚効果賞 | ジャングル・ブック | 受賞       |
| 英国アカデミー賞 | 2019 | 特殊視覚効果賞 | ライオン・キング   | ノミネート |